# 杨和亭
杨和亭（1910年—2003年5月9日），名善谦，字和亭，号益斋，男，陕西安定人，中华人民共和国政治人物，曾任新疆维吾尔自治区人民委员会副主席，黑龙江省人民委员会副省长，黑龙江省政协、陕西省政协副主席，第五届全国政协委员。